# Bautenberg
Der Bautenberg, auch Baudenberg genannt, bei Wilden im nordrhein-westfälischen Kreis Siegen-Wittgenstein ist eine 512,9 m ü. NHN hohe Erhebung des Rothaargebirges.

## Geographie

### Lage
Der Bautenberg liegt im Südteil von Rothaargebirge und Siegerland zwischen Wilden, einem Ortsteil von Wilnsdorf, im Norden und Gilsbach, einem solchen von Burbach, im Süden. Obgleich er nahe dem Wilnsdorfer Ortsteil Wilden liegt, gehören seine Hochlagen zum Burbacher Gemeindegebiet. Die Grenze zur Gemeinde Wilnsdorf verläuft nördlich und jene zur Gemeinde Neunkirchen westlich an der Erhebung vorbei, die als dessen Nordwestgipfel zum Massiv der Kalteiche (579,3 m) gehört.
Nach Norden leitet die Landschaft des Bautenbergs durch das Tal des Heller-Zuflusses Wildebach (Wildenbach) mit dem Dorf Wilden zum Elkersberg (443,5 m) über, nach Osten durch dieses Bachtal mit dortigem Landeskroner Weiher zum Wildenberg (469,1 m), nach Südosten zum Walkersdorfer Berg (526 m), nach Süden zum Steimel (489,7 m), nach Westen zum Bautenberg-Ausläufer Schelenberg (421,7 m) und nach Westnordwesten zum Rassberg (398,9 m) mit dem jenseits davon gelegenen Salchendorf. Während der Wildebach östlich fließt, entspringt im Übergangsbereich zum Schelenberg der Heller-Zufluss Volkersbach, der vom südlich des Bautenbergs nahe dem Steimel entspringenden Bahlenbachseifen (Bahlenbachs Seifen) gespeist wird.

### Naturräumliche Zuordnung
Der Wildenberg gehört in der naturräumlichen Haupteinheitengruppe Süderbergland (Nr. 33) in der Haupteinheit Rothaargebirge (mit Hochsauerland) (333) und in der Untereinheit Dill-Lahn-Eder-Quellgebiet (333.0) zum Naturraum Kalteiche (mit Haincher Höhe) (333.00), wobei sich in der Haupteinheit Siegerland (331) und in der Untereinheit Hellerbergland (331.3) der Naturraum Nördliches Hellerbergland (331.30) im Westen, Nordwesten bis Norden anschließt.

### Berghöhe
Die Höhe des 512,9 m hohen Bautenbergs wird teils nur mit 511 oder 510 m angegeben, was sich aber auf die Höhenangabe 510,8 m bezieht, die auf topographischen Karten rund 45 m südlich des Gipfels verzeichnet ist.

## Bergbau

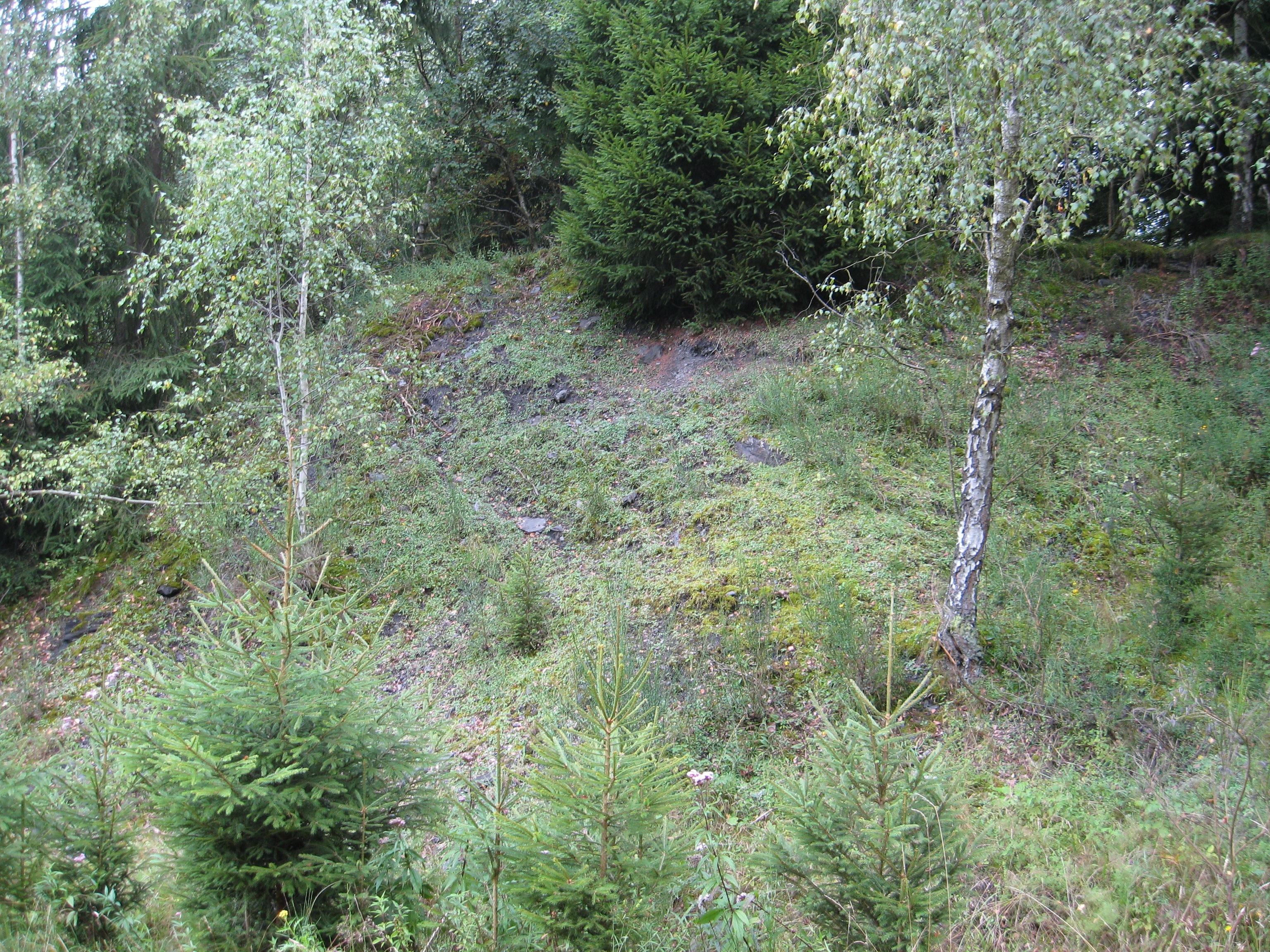
Altbergbau: Grube Sophie

Auf dem Bautenberg wurde seit dem 15. Jahrhundert nachweislich nach Erz gesucht. Zahlreiche Stollengänge ziehen sich durch den Berg. Um 1550 wurden mehrere kleine Schächte und Obere Stollen angelegt. Die größeren Gruben Sophie oder Goldener Hut und kleinere wie Arbach bauten hauptsächlich auf Brauneisenstein und Bleierze. 1770 wurde die Grube Grüne Hoffnung erstmals erwähnt. Die bekannteste Grube aber war die Grube Bautenberg, die bis 1942 in Betrieb war. Am Bergrücken zwischen Bautenberg und Neunkirchen verläuft das Bähnchen, ein ehemaliger Gleisweg der Grubenbahn, als Wander- und Waldweg.

## Verkehr
Über die östlichen Hochlagen des Bautenbergs verläuft die südsüdöstlich der Erhebung auf maximal 483 m Höhe führende Landesstraße 723 als Verbindungsstraße von Wilden nach Gilsbach und jenseits dieser Straße und des Wildebachtals die Bundesautobahn 45 (Sauerlandlinie). Die Erhebung selbst ist auf Waldwegen und Pfaden zu erreichen, zum Beispiel auf dem zuvor genannten Bähnchen.